# Pase cambiado
En el mundo de la tauromaquia, el pase cambiado es una suerte de muleta. Se ejecuta normalmente para comenzar la faena, debido a su espectacularidad.

## Descripción
El toro se arranca desde las tablas a una cierta velocidad y antes de que se celebre la reunión, el torero le ordena que salga por el lado opuesto al que cita. El matador suele balancear la muleta tras su espalda a ambos lados del cuerpo para aumentar la sensación de peligro. Cuando el toro pasa, lo más frecuente es continuar la faena con un toreo natural, con la derecha o la izquierda, con una serie de estatuarios o con otra cambiada.
En la actualidad, es el torero francés Sebastián Castella quien ha puesto de moda este inicio de faena. También es practicada por otros, como Miguel Ángel Perera y Andrés Roca Rey.